# Paulo Iotti
Paulo Roberto Iotti Vecchiatti (São Paulo) é um advogado e ativista político brasileiro. Militante dos direitos das pessoas LGBT, foi um dos responsáveis pela criminalização da homofobia no Brasil.

## Biografia
Natural da cidade de São Paulo, Paulo Iotti é formado em direito pela Universidade Presbiteriana Mackenzie e mestre e doutor em direito constitucional pelo Centro Universitário de Bauru (antiga Instituição Toledo de Ensino). É diretor-presidente do Grupo de Advogados pela Diversidade Sexual e de Gênero.
Em 2019, defendeu como advogado, perante o Supremo Tribunal Federal, o enquadramento da Lei Antirracismo nos casos de homofobia e transfobia, tese que foi acolhida pelo tribunal.
Iotti foi eleito pelo Guia Gay São Paulo um dos LGBT mais influentes do Brasil.

## Obras
- Diversidade Sexual e Direito Homoafetivo (artigo em coletânea organizada por Maria Berenice, Dias (2017).  Dias, ed. Diversidade sexual e direito homoafetivo 3 ed. São Paulo: Revista dos Tribunais )
- Vecchiatti, Paulo Roberto Iotti (2012). Manual da homoafetividade: da possibilidade jurídica do casamento civil, da união estável e da adoção por casais homoafetivos. São Paulo: Editora Spessoto. Consultado em 28 de maio de 2025
- Vecchiatti, Paulo Roberto Iotti (9 de junho de 2020). O Supremo Tribunal Federal, a homotransfobia e seu reconhecimento como crime de racismo. São Paulo: Editora Spessoto. ISBN 978-6586273090